# Роботика
Роботика је интердисциплинарна грана инжењерства и науке која обухвата машинство, електронику, информационо инжењерство, рачунарство, и друге. Роботика се бави дизајном, конструкцијом, операцијом, и употребом робота, као и рачунарских система за њихову контролу, сензорску повратну спрегу, и обраду информација. Термин роботике је први увео Исак Асимов, у својој краткој причи Runaround објављеној у марту 1942. године.
Ове технологије су кориштене за развој машина које могу да замене људе и да реплицирају људске акције. Роботи се могу користити у многим ситуацијама и за многе сврхе. У данашње време се многи користе у опасним окружењима (укључујући откривање и деактивирање бомби), производним процесима или тамо где људи не могу да преживе (нпр. у свемиру, под водом, на високим температурама, за чишћење и ограничавање хазардних материјала и зрачења). Роботи могу да поприме било који облик, и неки су направљени да изгледају попут људи. Сматра се да то помаже у прихватању робота у одређеним репликативним радњама које обично обављају људи. Такви роботи покушавају да репликују ходање, подизање, говор, спознају и у основи све што човек може да уради. Многи данашњи роботи су инспирисани природом, што доприноси пољу биоинспирисане роботике.
Концепт креирања машина које могу аутономно да оперишу потиче још из класичних времена, али истраживање функционалности и потенцијалних употреба робота није остварило значајан успон све до 20. века. Током читаве историје, различити научници, проналазачи, инжењери и техничари често су претпостављали да ће роботи једног дана моћи да опонашају људско понашање и да извршавају задатке на људски начин. У данашње време, роботика је брзо растуће поље, поспешено многобројним технолошким напрецима у низу других области. Истраживање, пројектовање и изградња нових робота служе разним практичним циљевима, било у домаћинству, у комерцијалним или војним применама. Многи роботи су направљени да раде послове који су опасни за људе, као што су уништавање бомби, проналажење преживелих у нестабилним рушевинама и истраживање рудника и олупина. Роботика се такође користи за МИНТ (наука, технологија, инжењерство, и математика) као образовно средство. Појава наноробота, микроскопских робота који се могу убризгати у људско тело, може потенцијално да револуционира медицину и људско здравље.
Роботика је грана инжењерства која обухвата концепцију, дизајн, производњу, и операцију робота. Ово поље се преклапа са електроником, рачунарством, вештачком интелигенцијом, мехатроником, нанотехнологијом и биоинжењерством.

## Историја
Први покушаји прављења аутомата су забележени још у античком добу. Познати су делимично аутоматизована позоришта и музичке машине, које је измислио Херон Александријски, или летеће птице Архите Тарентске.
По завршетку античке културе, привремено су са сцене нестала и њена достигнућа, знања и пракса. Тек након средњег века су проналазаштво и технологија опет почеле да се више вреднују. Тако су нпр. познати планови и скице Андроида из 15. века од Леонарда да Винчија. Нажалост, тадашње знање је још увек било недовољно да би се већина ових планова реализовала. Око 1740. је Жак де Ваукансон конструисао и направио један аутомат који свира флауту, једну аутоматску патку, као и прву програмабилну и потпуно аутоматизовану предилицу.
Крајем 19. века начињени су велики напори на пољу војне технике (чамци и бродови са даљинским управљањем, управљано торпедо). Жил Верн такође објављује причу о човеку-машини, а 1920. писац Карел Чапек уводи појам робота. Након Другог светског рата роботика почиње да прави своје прве значајне кораке. Јако значајан за њен развој био је проналазак Транзистора и интегрисаних кола.
Године 1954. Џорџ Ц. Девол пријављује патент програмабилног манипулатора, што је био почетак примене робота у индустрији, а од 1955. у слободној продаји су се појавиле прве NC машине (енгл. numerically controlled, нумерички контролисана машина). Девол је такође био саоснивач фирме Унимација (Unimation), која је 1960. представила првог индустријског робота са хидрауличким погоном. Године 1968. на MIT развијен је први покретни робот.
Године 1970. развијен је први аутономни покретни робот Шејки (енгл. Shakey), на истраживачком институту у Станфорду.
Током године 1973. започет је развој првог хуманоидног робота, , на Универзитету Васеда у Токију.
Године 1974. АСЕА је представила првог робота, IRb6, који је у потпуности радио на електричну енергију.
Године 1986. Хонда почиње програм истраживања и развоја хуманоидних робота (енгл. Humanoid Robot Research and Development Program). Резултат су били хуманоидни роботи са ознакама верзија од P1 до P3. Даљи развој 2001. године доводи до хуманоидног робота АСИМО.
Године 1997. на Марс се спустио први покретни робот, Марс Патхфајндер.
Развој роботике је такође утицао на индустрију играчака. Као данашњи примери се могу навести дански Лего Мајндстормс, Робонова или робот-пас Аибо произведен у јапанској фирми Сони.

## Контрола
Механичка структура робота мора да се контролише да би извршио задатке. Управљање роботом укључује три различите фазе – перцепцију, обраду и акцију (роботске парадигме). Сензори дају информације о окружењу или самом роботу (нпр. положај његових зглобова или његовог крајњег ефектора). Ове информације се затим обрађују да би се ускладиштиле или пренеле и да би се израчунали одговарајући сигнали актуаторима (моторима), који померају механичку структуру да би се постигло потребно координисано кретање или дејства силе.
Фаза обраде може бити сложена. На реактивном нивоу, он може да преведе необрађене информације сензора директно у команде актуатора (нпр. покретање електронских капија за напајање мотора директно на основу повратних сигнала енкодера да би се постигао потребан обртни момент/брзина осовине). Фузија сензора и унутрашњи модели могу се прво користити за процену параметара од интереса (нпр. положај хватаљке робота) из података сензора са буком. Непосредни задатак (као што је померање хватаљке у одређеном правцу док се објекат не открије сензором близине) понекад се закључује из ових процена. Технике из теорије управљања се генерално користе за претварање задатака вишег нивоа у појединачне команде које покрећу актуаторе, најчешће користећи кинематичке и динамичке моделе механичке структуре.

## Роботика у Србији
Институт „Михајло Пупин“ на Звездари, Београд се средином шездесетих година, веома озбиљно бавио роботиком. Касније су та истраживања, по којима смо тада били међу водећим у свету, успорена и готово заустављена што укидањем фондова, што одласком кадрова у иностранство. Познате су биле „Београдска шака“, „Београдска колена протеза“. Исте су приказане на Изложби роботике у Београду октобра 2012. Професор Рајко Томовић и професор Дејан Поповић су пионири роботике у нас.

## Галерија српских робота
- "Београдска шака“
- "Београдска шака“
- "Београдска колена протеза“
- "Београдска колена протеза“
- Индустријски робот ЕР4У
- Индустријски робот ЕР4У
- Активни егзоскелет, 1974. године
- Први индустријски робот, UMS 1